# Lonewolf (17+) - a Sniper Story
Lonewolf (17+) - a Sniper Story (anche detto Lonewolf) è uno sparatutto a tema cecchinaggio e avventura, in stile neo-noir del 2016. Il gioco è stato sviluppato da FDG Entertainment per dispositivi portatili e per Browser.

## Trama
(Tagline del gioco)
Il gioco si apre con un'introduzione a fumetto che mostra un sicario di nome Lonewolf recarsi da Midman: cofondatore dell'Assemblea: un'organizzazione criminale molto estesa, ma anche molto combattuta.
Lonewolf desidera entrare nell'Assemblea e per farlo, Midman gli dice che deve eliminare l'assistente legale di un avvocato di nome Richard Carter, che ha fatto arrestare diversi membri dell'Assemblea. Lonewolf esegue e spara all'assistente legale mentre è a un colloquio. Quando ritorna da Midman, questo lo mette alla prova dicendogli che il capo dell'Assemblea, Mando, non è ancora convinto delle sue prestazioni e per questo Lonewolf se ne va. Per dimostrare a Midman di essere stato sottostimato, Lonewolf uccide Richard Carter e contatta nuovamente Midman, che gli dice che deve eliminare il fratello di un uomo che si fa chiamare il Rosso (per via dei suoi capelli rossi), per dargli un avvertimento anche in questo caso. Lonewolf fa un buco in faccia al suo bersaglio e poi viene incaricato da Midman di eliminare una pattuglia al deposito nella periferia cittadina, cosicché egli possa catturare il signor Wong, collega del Rosso che alla fine rivela la sua posizione.
Midman apprende che il nascondiglio è un altro vecchio magazzino inutillizzato. Lonewolf annienta la scorta del Rosso, per poi sparargli alla gamba. Il Rosso viene trasportato nell'ufficio di Mando e viene spedito in ospedale. Mando conosce Lonewolf e gli chiede i soldi presi alle sue vittime, ma quando questo rivela di aver raccolto solo cellulari, Mando va su tutte le furie e Lonewolf si offre di eliminare definitivamente il Rosso, per ritornare nelle grazie di Mando. 
A lavoro compiuto, Lonewolf viene incaricato da Midman di ripulire tre postazioni usate dagli uomini del Rosso (rintracciati grazie ai cellulari raccolti), che lo stavano aspettando. Ignari della sua assenza, per ovvie ragioni. Nel frattempo Emile, un vecchio amico di Lonewolf, racconta a Midman di quando erano compagni durante una guerra non specificata e di come Lonewolf sia stato l'unico a colpire tutti i bersagli al programma di addestramento.
Entrambi diedero la caccia al capitano Raven che aveva fatto bombardare una scuola, ma nessuno poté denunciare questo crimine di guerra, poiché al momento dell'esplosione erano fuggiti tutti. Successivamente, Emile e Lonewolf scoprirono la posizione del capitano Raven, per poi scoprire che si trattava di un sosia. Così, furono inviati a ripulire un edificio semi-distrutto da una pattuglia dell'esercito nemico, ma un cecchino nemico li puntava e quindi Lonewolf lo uccise, per poi recarsi in un bosco abbandonato a fermare due carri armati che si stavano recando a bombardare una fabbrica (anche se poi fu bombardata ugualmente). Alla fine, il capitano Raven si recò in un altro Paese e la missione di catturarlo fu annullata. Furioso, Lonewolf perse completamente il controllo.
Dopo che Emile racconta la storia, Midman rammenta di quando Mando perse il controllo e uccise un poliziotto e la sua intera famiglia - motivo per cui, ora è Midman a prendere le decisioni di nascosto. Dopo tale episodio, si avvia un flash back ambientato nove anni prima degli eventi del gioco.
Nell'ufficio di Mando entrano un uomo di nome Will la Volpe (per via del suo aspetto e la sua astuzia) e Nicky, il nipote di Mando. Questo viene ucciso da alcuni poliziotti durante una missione per trovare Rimer, un poliziotto corrotto che tenta il suicidio, sabotato da un cecchino della Polizia, che spara alla sua pistola. Nel frattempo, Mando ordina ad alcuni sicari di uccidere Will la Volpe per aver fallito nella sua missione. Tuttavia, gli attentatori omicidi vengono intercettati dalla Polizia, che sventa l'attentato. Mando, frustrato, invia alcuni sicari in un ufficio a massacrare tutti i dipendenti e a rubare oggetti preziosi in piena notte. Anche in questo caso, l'attentato fallisce. Dopo essere venuto a conoscenza dell'appartenenza di Will la Volpe alla Polizia, Mando lo rapisce e lo fa implorare mentre massacra la sua famiglia, compreso il suo bambino.
Nel presente, quando Lonewolf ritorna alla base dell'Assemblea, v'è Midman ad aspettarlo per dirgli di trovare il venditore d'armi di fiducia dell'Assemblea, un individuo appartenente alla famiglia Orsi. Invece di riportarlo alla base, Lonewolf uccide Orsi per poi fare strage del resto dei membri della famiglia. Midman, avendo previsto che lavorare con un cecchino molto competente avrebbe comportato rischi, porta Mando in un rifugio periferico di infima qualità e per farlo, lo affida a Emile, che decide di attraversare un'autostrada con un SUV nero per arrivare al rifugio.
Tuttavia, Lonewolf aveva già piazzato una bomba. Colpendola, Lonewolf fa esplodere il SUV e rischia di uccidere Emile, che riesce comunque ad arrivare al rifugio e va a consultare Midman per discutere la prossima mossa, lasciando una pattuglia a sorvegliare il rifugio. La pattuglia viene annientata da Lonewolf, che entra nel rifugio e minaccia Mando con una pistola. In quel momento interviene anche Emile, che a sua volta, punta una pistola contro Lonewolf. Costui si abbassa la maschera, rivelando la stessa cicatrice che Mando aveva fatto al figlio di Will la Volpe quando gli sparò - e che nell'impeto della rabbia, si dimenticò di uccidere.
Emile, incredulo, non riesce a sparare al suo amico. Lonewolf, quindi, punta l'arma contro Mando e preme il grilletto.
Prima dei titoli di coda si può leggere la scritta: "Continua".

## Personaggi

### Principali
- Lonewolf: il suo nome significa letteralmente: "lupo solitario". È un cecchino mascherato e abile, molto competente e che ha prestato servizio durante una guerra non precisata in compagnia di Emile. La sua prima arma è stata un fucile da caccia senza mirino e la sua prima vittima un corvo che attaccava il pollame della sua famiglia. Verso la fine del gioco si rivela essere il figlio di Will la Volpe e spara a Mando, vendicandosi della strage della sua famiglia da lui compiuta.
- Mando: cofondatore e capo dell'Assemblea. Egli è un uomo robusto, irascibile e dagli impulsi omicidi. Impreca spesso contro i suoi dipendenti, ma a suo modo si dimostra benevolo con tutti coloro che seguono i suoi ordini. Egli massacra la famiglia di un poliziotto infiltrato nell'Assemblea. Alla fine del gioco, viene ucciso da Lonewolf per vendicarsi della strage della sua famiglia precedentemente compiuta da Mando.
- Midman: cofondatore dell'Assemblea e braccio destro di Mando. È la prima persona con cui si viene in contatto nel gioco. Fu nominato capo da Mando (anche se in segreto) dopo che questo perse il controllo uccidendo la famiglia di un poliziotto ed esponendoli al pericolo, rischiando di distruggere l'organizzazione. Appare come un uomo vestito in giacca e cravatta, con un codino ai capelli, una sigaretta e degli occhiali da sole.
- Emile: amico e vecchio compagno di Lonewolf durante il secondo conflitto mondiale. È un uomo minuto, con bicipiti sviluppati ed è stato presente all'omicidio di Mando da parte di Lonewolf, non riuscendo a sparargli dopo aver fatto un'incredibile scoperta sulla sua identità.

### Secondari
- Nicky: nipote di Mando molto simile a lui fisicamente. Egli è già un ragazzo adulto quando viene presentato nel gioco. Nicky soffre di lunaticità, che lo ha portato alla morte - per mano di alcuni poliziotti - per aver incominciato a sparare all'aria, durante una missione che prevedeva di trovare Rimer, un poliziotto corrotto.
- Rimer: poliziotto corrotto che da tempo lavorava con l'Assemblea all'insaputa dei suoi colleghi. Egli tentò più volte il suicidio in passato e il suo ennesimo tentativo di togliersi la vita viene fermato da un cecchino della Polizia, che spara alla sua pistola.
- Will la Volpe: membro della Polizia all'insaputa dei suoi colleghi dell'Assemblea. Apparentemente sfrutta la sua posizione per sabotare dall'interno l'organizzazione criminale. Fu inviato a cercare un poliziotto corrotto di nome Rimer, ma tornò a casa a mani vuote. Dato che il nipote di Mando era morto in missione, costui inviò alcuni sicari a una fontana cittadina per assassinare Will, ma l'attentato fallì. Dopo aver scoperto la sua vera identità, Mando uccide (apparentemente) Will la Volpe e tutta la sua famiglia. Alla fine del gioco, si rivela essere Lonewolf, scampato alla morte.

## Modalità di gioco
Il gioco è un'avventura sparatutto a tema cecchinaggio, con uno sfondo Neo noir. Le scene non giocabili sono dei fumetti animati che seguono un filo narrativo dapprima lineare e poi sempre più complesso e dalla durata di 5 ore di gioco minime. Il gioco è interamente in single player e offre un quantitativo di armi di precisione non limitandosi solo ai fucili da cecchino (che in tutto sono 17) con un rinculo ed effetti sonori delle armi realistici, che creano tensione quando il giocatore sta mirando il bersaglio. Il gioco presenta una modalità che offre dei Poligoni di tiro per allenare il giocatore, nel caso non avesse esperienza con l'occultamento e le armi di precisione.
Nel gioco sono presenti 30 missioni totali, una decina di minigiochi e oltre 40 trofei da conquistare andando avanti nella trama o ricominciandola. Inoltre, è possibile rigiocare una missione con armi di altri tre tipi (pistole, fucili d'assalto e fucili da caccia), usate in occultamento.
Inoltre, gli utenti Premium possono scegliere tra le varianti potenziate di alcune armi o acquistare fucili di precisione e mirini più efficaci, spendendo da € 0,99 a € 5,99 per articolo.
Attualmente il programma Beta del gioco è al completo e l'ultimo aggiornamento risale al 27 maggio 2019.

## Accoglienza
| Testata                          | Versione        | Giudizio |
| -------------------------------- | --------------- | -------- |
| Metacritic (media al 22-06-2020) | iOS             | 74.6/100 |
| Multiplayer.it                   | iOS             | 8.4/10   |
| Pocket Gamer                     | iOS             | 3/5      |
| TouchArcade                      | Mobile, browser | 4/5      |

Il gioco ha ricevuto critiche essenzialmente positive dai revisori di Google Play ed è stato principalmente apprezzato per la trama, per le modalità di gioco varie e per il comparto grafico.
Il gameplay è stato lodato per essere "fluido e nitido" ed è stata apprezzata la "straordinaria sceneggiatura".
Multiplayer.it ha apprezzato gli aspetti prima citati del gioco, lamentandone il fatto che "giocato in free-to-play, perde molto".